# Max Weyl
Michael Max Mordechai Weyl (geboren 17. Februar 1873 in Berlin; gestorben 27. September 1942 im Ghetto Theresienstadt) war ein deutscher Rabbiner.

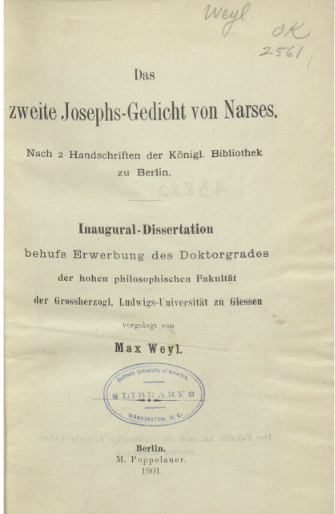
Dissertation (1901)

## Leben
Michael Max Weyl war ein Sohn des Raphael Weyl und der Johanna Neufeld. Nach dem Abitur am Sophien-Gymnasium war er von 1890 bis 1894 Student an der Universität Berlin, am Berliner Rabbinerseminar und an der Hochschule für die Wissenschaft des Judentums (HWJ), er wurde 1901 an der Universität Gießen promoviert. Von 1897 bis 1900 arbeitete er als Prediger bei der Synagogen-Gemeinde Spandau und danach als Rabbiner in Konitz und geriet dort in die Konitzer Mordaffäre. Weyl wurde 1911 Bibliothekar an der HWJ in Berlin und ging 1913 als Bezirksrabbiner nach Kaiserslautern. Er war 1912 Mitunterzeichner der „Richtlinien zu einem Programm für das liberale Judentum“ und wurde Mitglied der Berthold Auerbach-Loge Berlin. 
Ab 1917 war Weyl in Berlin Rabbiner an der Synagoge Rykestraße und der Synagoge Kaiserstraße. Er leitete Neuerungen in Bezug auf den Status von Frauen in der Gemeinde ein, führte die religiöse Mädchenerziehung ein und Bat Mizwa-Feiern für Mädchen. Ab 1929 amtierte er zeitweise nur an den Orgelsynagogen. Er war Mitglied der Vereinigung der liberalen Rabbiner Deutschlands.   
Bereits im Ruhestand hielt er im Juli 1942 seine letzte Predigt in der Synagoge Oranienburger Straße. Weyl wurde am 24. August 1942 in das Ghetto Theresienstadt deportiert und starb an den Haftbedingungen.

## Schriften (Auswahl)
- Das zweite Josephs-Gedicht von Narses: nach 2 Handschriften der Königl. Bibliothek zu Berlin. Berlin: M. Poppelauer, 1901. Dissertation Gießen